# Like I love you
Like I Love You is een single van de Belgische DJ en producer Lost Frequencies in samenwerking met THE NGHBRS. Het nummer is de derde single van zijn tweede studioalbum Alive And Feeling Fine. 